# Marc Anci Crescent Calpurnià
Marc Anci Crescent Calpurnià (llatí: Marcus Antius Crescens Calpurnianus) va ser un polític romà del segle iii.
Calpurnià va servir com a governador de Macedònia i també de Britànnia, on el trobem al voltant del 202. La seva presència indica la necessitat de consell legal i jurídic en la província, probablement per adreçar els problemes que havia causat el mandat de l'usurpador Clodi Albí o per ajudar a planejar la divisió de Britànnia en dues províncies, Britànnia Inferior i Britànnia Superior, que es duria a terme deu anys més tard.